# Konjsko, Sevnica
Konjsko je naselje v Občini Sevnica.